# بولان فانجونغ

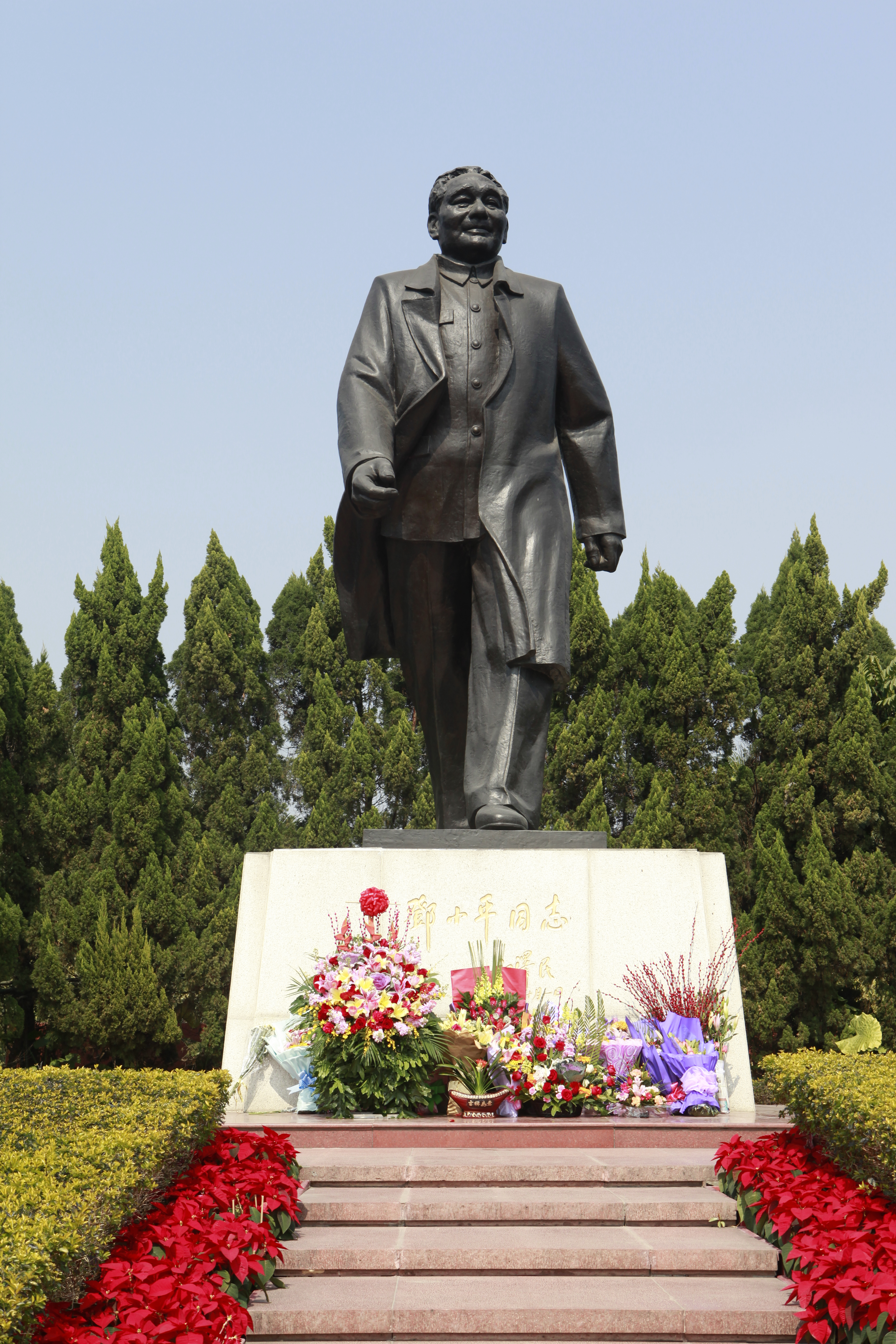
تمثال دنغ شياو بينغ أعلى حديقة ليانهواشان في شنتشن، الصين.

بولان فانجونغ (الصينية المبسطة: 拨乱反正; الصينية التقليدية: 撥亂反正)، التي تعني حرفيًا "القضاء على الفوضى والعودة إلى الوضع الطبيعي" ، كانت فترة في تاريخ جمهورية الصين الشعبية قاد خلالها دينغ شياو بينغ، الزعيم الأعلى للصين آنذاك، برنامجًا بعيد المدى يحاول تصحيح الهفوات للثورة الثقافية التي أطلقها ماو تسي تونغ.      قام البرنامج تدريجياً بتفكيك السياسات الماوية المرتبطة بالثورة الثقافية، وأعاد تأهيل الضحايا الذين تعرضوا للاضطهاد خلال الثورة، وشرع في إصلاحات اجتماعية وسياسية مختلفة، وأعاد البلاد إلى النظام بطريقة منهجية.     تعتبر فترة بولان فانجونغ فترة انتقالية مهمة في تاريخ الصين، وكانت حجر الأساس لبرنامج الإصلاح والانفتاح التاريخي الذي بدأ في 18 ديسمبر 1978.     
بعد انتهاء الثورة الثقافية في عام 1976، اقترح دنغ شياو بينغ لأول مرة فكرة "بولان فانجونغ" في سبتمبر 1977.   بمساعدة حلفائه مثل هو ياوبانغ الذي أصبح فيما بعد الأمين العام للحزب الشيوعي الصيني، تمكن دينغ من إطلاق برنامج بولان فانجونغ وبرز كزعيم أعلى بحكم الواقع للصين في ديسمبر 1978 خلال الدورة الكاملة الثالثة للجنة المركزية الحادية عشرة للحزب الشيوعي الصيني.      استمرت فترة بولان فانجونغ حتى أوائل الثمانينيات، وبعد ذلك تغير التركيز الأساسي للحزب الشيوعي الصيني والحكومة الصينية من "الصراع الطبقي" إلى "البناء الاقتصادي" و "التحديث".   
ومع ذلك، شهدت فترة بولان فانجونغ أيضًا العديد من الخلافات، مثل الخلاف حول وجهات النظر حول ماو، وإدراج "المبادئ الأساسية الأربعة" في دستور الصين التي أيدت حكم الحزب الواحد للحزب الشيوعي الصيني في الصين، والخلافات القانونية بما في ذلك حقيقة أن العديد من من قادة ومرتكبي مجازر الثورة الثقافية لم يتلقوا أي عقوبة على الإطلاق.     لم يرفع الحزب الشيوعي الصيني السرية تمامًا عن الوثائق المتعلقة بالثورة الثقافية وقام بتقييد الدراسات الأكاديمية والمناقشات العامة حولها داخل المجتمع الصيني.       بالإضافة إلى ذلك، كانت هناك مخاوف بشأن عودة إصلاحات بولان فانجونغ والعودة إلى حكم الرجل الواحد الذي شوهد في عهد ماو منذ أن أصبح شي جين بينغ أمينًا عامًا للحزب الشيوعي الصيني في عام 2012.     

## المصطلح
حرفيا، مصطلح بولان فانجونغ (拨乱反正) الذي ظهر لأول مرة في كتاب حوليات الربيع والخريف في الصين القديمة.  المصطلح يعني "تصحيح الفوضى والعودة إلى الوضع الطبيعي".    
في 19 سبتمبر 1977، اقترح دنغ شياو بينغ لأول مرة فكرة "بولان فانجونغ" خلال اجتماع مع كبار المسؤولين في وزارة التعليم الصينية، طالبًا المسؤولين بتصحيح أخطاء الثورة الثقافية في مجال التعليم. 

## أيديولوجيا

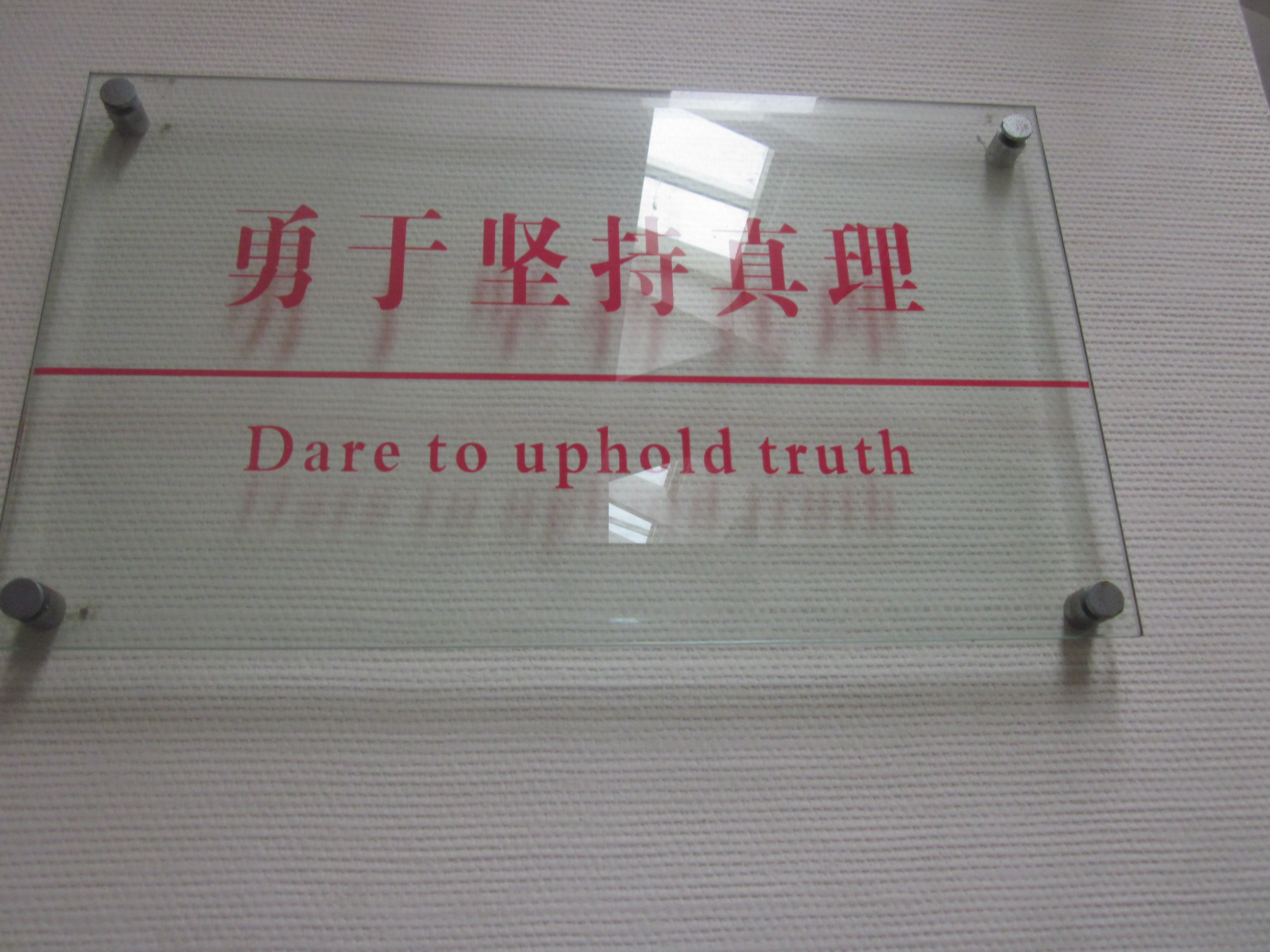
داخل المقر السابق لـ هو ياوبانغ.

### الجدل حول معايير اختبار الحقيقة
بعد وفاة ماو تسي تونغ في سبتمبر 1976، خلف هوا جوفينج ماو كرئيس للحزب الشيوعي الصيني ورئيس اللجنة العسكرية المركزية. واصل هوا سياسات الماويين إلى حد كبير واقترح "فكرة الاثنين مهما" ("مهما قال الرئيس ماو، سنقول ومهما فعل الرئيس ماو، سنفعله"). 
في يوليو 1977، بدعم من كبار المسؤولين مثل ياي جيانيانغ وجين يون، تمت إعادة تأهيل دينغ شياو بينج بعد تطهيره (مرتين) من قبل ماو خلال الثورة الثقافية.   في مايو 1978، أطلق دنغ مع هو ياوبانغ وآخرون نقاشًا واسع النطاق عبر الصين، ناقشوا معايير اختبار الحقيقة وانتقدوا "فكرة الاثنين مهما".  أيد دينغ وحلفاؤه الرأي القائل بأن "الممارسة هي المعيار الوحيد لاختبار الحقيقة"، والتي ظهرت لأول مرة في مقال نشرته صحيفة غوانغمينغ اليومية وحظيت بتأييد واسع النطاق داخل المجتمع الصيني.    
في 13 ديسمبر 1978، ألقى دنغ خطابًا في الحفل الختامي للدورة الكاملة الثالثة للجنة المركزية الحادية عشرة للحزب الشيوعي الصيني، حيث حل محل هوا جوفينج ليصبح الزعيم الأعلى للصين.   في الخطاب الذي يحمل عنوان تحرير العقل، والبحث عن الحقيقة من الحقائق، والتوحد كواحد في التطلع إلى المستقبل (解放思想 ， 实事求是 ， 团结一致 向前看)، حث دينغ الشعب الصيني على البحث عن الحقيقة من الحقائق وأشار إلى أنه إذا استمر الحزب والبلد والشعب في اتباع الاقتباسات من الرئيس ماو تسي تونغ بعقلية عنيدة وخرافات عمياء، ثم لن يتقدموا أبدًا، وسوف يهلكون.    

### إبطال الثورة الثقافية

ساعد هو ياوبانغ، السكرتير العام للحزب الشيوعي الصيني آنذاك، دينغ شياو بينغ في إطلاق "بولان فانجونغ" وكلفه دينغ بتولي مسؤولية إعادة تأهيل ملايين الضحايا الذين تعرضوا للاضطهاد في الثورة الثقافية.

في 9 سبتمبر 1976، توفي ماو تسي تونغ، وفي 6 أكتوبر، اعتقل هوا غوفنغ مع يي جيان ينغ ووانغ دونغ شينغ عصابة الأربعة، مما وضع نهاية للثورة الثقافية.   من 20 نوفمبر 1980 إلى 25 يناير 1981، أجرت محكمة خاصة تابعة لمحكمة الشعب العليا محاكمة عصابة الأربعة وستة أشخاص آخرين، وأعلنت في النهاية عن عقوبة الإعدام مع تأجيل التنفيذ لمدة عامين لجيانغ تشينغ وزانغ تشانكيو، والسجن لمدد مختلفة تصل إلى السجن مدى الحياة لأعضاء آخرين.  
في الوقت نفسه، في أواخر السبعينيات، بدأ دنغ شياو بينغ وحلفاؤه في تفكيك الخط الماوي "للنضالات الطبقية المستمرة"، وتحويل تركيز الحزب الشيوعي الصيني والحكومة الصينية إلى "البناء الاقتصادي" و "التحديث".    في 1980-1981، استقال هوا غوفنغ في النهاية من مناصبه كرئيس للحزب الشيوعي الصيني، ورئيس اللجنة العسكرية المركزية ورئيس وزراء جمهورية الصين الشعبية. 
في يونيو 1981، في الجلسة العامة السادسة للجنة المركزية الحادية عشرة للحزب الشيوعي الصيني، أصدر الحزب الشيوعي بالإجماع قرارًا صاغه دينغ وآخرون، والذي أبطل الثورة الثقافية بشكل شامل، واصفًا إياه بأنه "فوضى محلية أطلقها الزعيم عن طريق الخطأ واستغلت من قبل العصابات المعادية للثورة ( لين بياو وعصابة الأربعة)، وأنها كانت مسؤولة عن أكبر انتكاسة وأعنف الخسائر التي لحقت بالحزب والدولة والشعب منذ التأسيس للجمهورية الشعبية.    

## السياسة والقانون

### إعادة تأهيل الضحايا
خلال فترة بولان فانجونغ، تم تكليف هو ياوبانغ، السكرتير العام للحزب الشيوعي الصيني، من قبل دينغ شياو بينغ لتولي مسؤولية إعادة تأهيل الضحايا الذين تعرضوا للاضطهاد في ما يسمى بالقضايا "الظالمة والكاذبة والخاطئة" (في اللغة الصينية: 冤 假错案) منذ الحملة ضد اليمين عام 1957.    في غضون سنوات قليلة بعد عام 1978، تم إعادة تأهيل ضحايا أكثر من 3 ملايين حالة من هذا القبيل.  ومن بين الضحايا البارزين ما يلي:
- ليو شاوتشي، الرئيس الثاني لجمهورية الصين الشعبية.
- بينغ ديهواي، أحد رجال مارشال العشرة في الصين وأول وزير للدفاع الوطني.
- هي لونغ، أحد عشر مارشال في الصين ونائب رئيس وزراء جمهورية الصين الشعبية.
- شي جونغ شين، عضو بارز في الحزب الشيوعي الصيني، ووالد شي جين بينغ.
- بو ييبو، عضو بارز في الحزب الشيوعي الصيني ووالد بو شيلاي.
- تاو تشو، عضو بارز في الحزب الشيوعي الصيني.

### دستور الصين

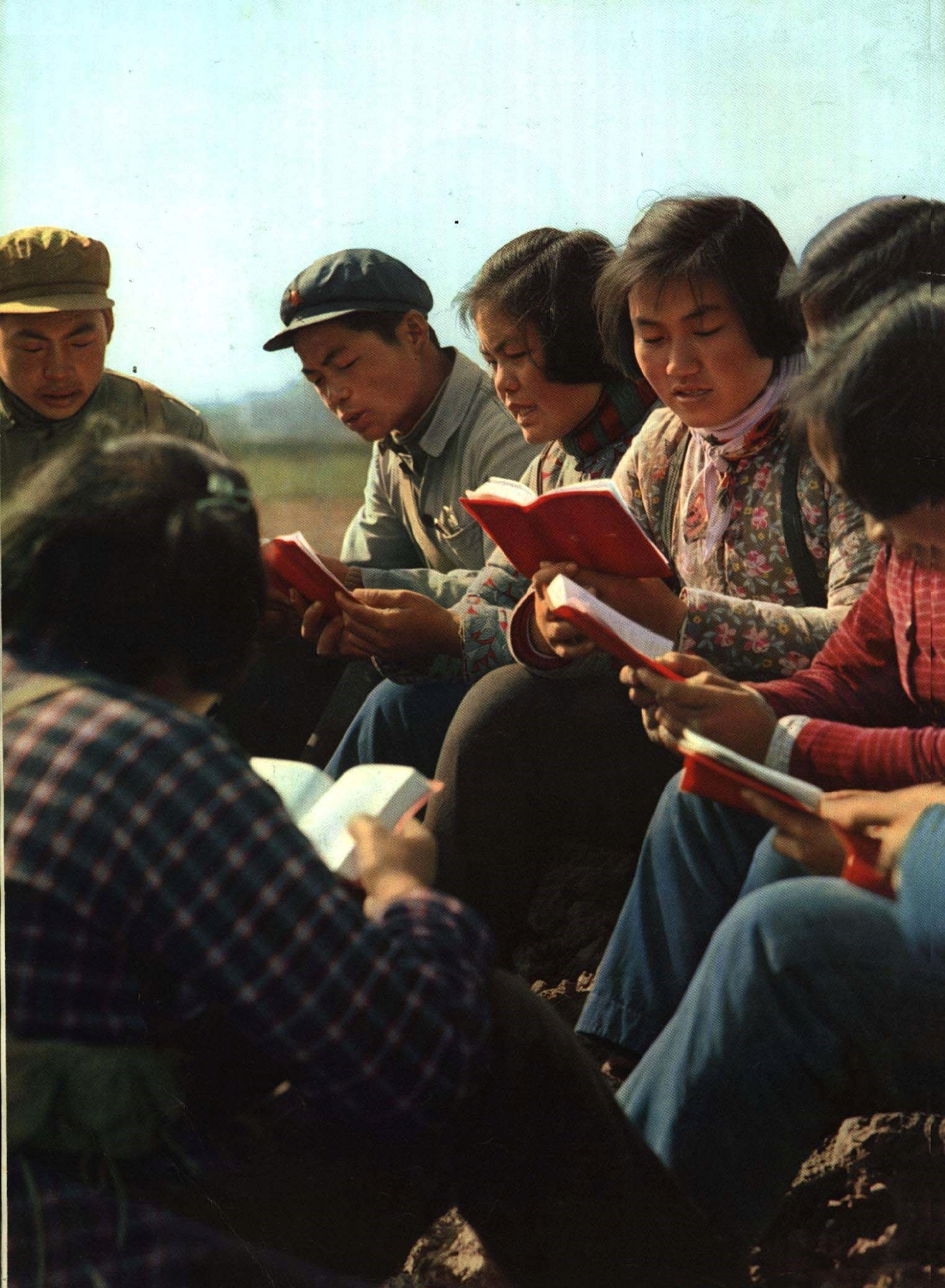
خلال الثورة الثقافية، كان الكتاب الأحمر الصغير الذي يسجل اقتباسات الرئيس ماو تسي تونغ شائعًا.

دخل أول دستور للصين، المعروف باسم "دستور 1954"، حيز التنفيذ في عام 1954. ومع ذلك، في عام 1958، دافع ماو تسي تونغ علنًا عن "حكم الإنسان" ضد "حكم القانون"،  قائلاً:  
لا يمكننا أن نحكم غالبية الناس بالاعتماد على القانون. غالبية الناس [يمكن أن يحكموا فقط] بالاعتماد على زراعة العادات [الجيدة]. لم ينجح اعتماد الجيش على حكم القانون. ما نجح بالفعل هو المؤتمر الذي ضم 1400 شخص. من يستطيع أن يتذكر الكثير من بنود القانون المدني أو القانون الجنائي؟ لقد شاركت في صياغة الدستور، حتى إنني لا أتذكره.
أثناء الثورة الثقافية، تم تنقيح دستور الصين في عام 1975 واستوعب الدستور الثاني الناتج، المعروف باسم "دستور 1975"، الماوية والمفردات مثل "القيادة المطلقة للحزب الشيوعي الصيني (في الصين)" في محتواه الرئيسي؛ تضمن الدستور أيضًا بعض الأوصاف لمنظمة الحزب الشيوعي الصيني أثناء إزالة المناصب مثل الرئيس ونائب رئيس جمهورية الصين الشعبية.  
بعد الثورة الثقافية، تم نشر دستور ثالث (يُعرف باسم "دستور 1978") في عام 1978 وفقًا لتوجيهات "اثنين من المبادئ" لهوا جوفينج  على الرغم من حذف بعض التعبيرات المرتبطة بالثورة الثقافية من دستور عام 1978، إلا أن معظم محتويات دستور 1975 ظلت في الدستور الجديد، مثل "قيادة الحزب الشيوعي الصيني" في الصين.
خلال فترة بولان فانجونغ، ألقى دينغ شياو بينغ خطابًا مهمًا بعنوان حول إصلاح نظام قيادة الحزب والدولة (في اللغة الصينية: 党 和 国家 领导 制度 改革) في 18 أغسطس 1980، مقترحًا على المؤتمر الوطني لنواب الشعب أن الصين بحاجة إلى إصلاحات سياسية و مراجعة منهجية لدستورها.   وأشار دينغ إلى أن الدستور الجديد يجب أن يكون قادرا على حماية الحقوق المدنية للمواطنين الصينيين ويجب أن يظهر مبدأ فصل السلطات. كما وصف فكرة "القيادة الجماعية"، داعياً إلى مبدأ "لكل شخص واحد، صوت واحد" بين كبار القادة لتجنب ديكتاتورية الأمين العام للحزب الشيوعي الصيني.   في ديسمبر 1982، صدر الدستور الرابع للصين (المعروف باسم "دستور 1982") من قبل المؤتمر الوطني الخامس لنواب الشعب، الذي يجسد النظام الدستوري على الطريقة الصينية، ولا يزال جزء كبير من محتواه ساريًا حتى اليوم.   ضمن ما تم عمله في دستور عام 1982:
- تم الاستغناء عن بعض مفردات الثورة الثقافية مثل "الثورة المستمرة في ظل دكتاتورية البروليتاريا"؛
- تم حذف عبارة "البلاد يقودها الحزب الشيوعي الصيني"؛ [67]
- تمت إضافة بيان "جميع أجهزة الدولة والقوات المسلحة وجميع الأحزاب السياسية والمنظمات العامة وجميع المؤسسات والتعهدات يجب أن تلتزم بالدستور والقانون"؛ [68]
- أعيد تأسيس منصبي رئيس الصين ونائب رئيس الصين. [69] [70]

## الأكاديميون والتعليم

### العلماء والمثقفون

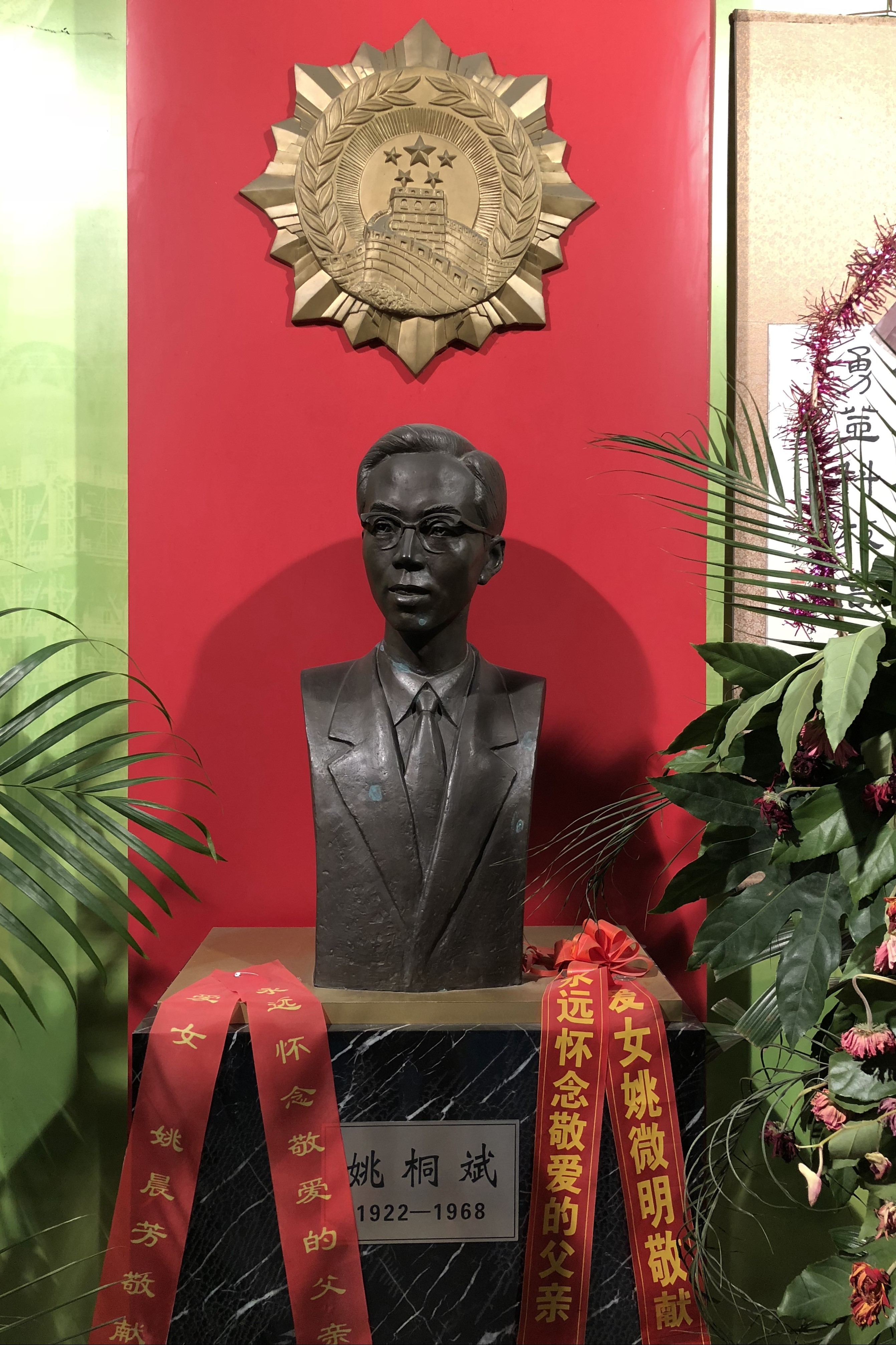
تم الاعتراف بياو تونغ بين، عالم الصواريخ الصيني البارز الذي تعرض للاضطهاد والموت خلال الثورة الثقافية، باعتباره "شهيدًا (في اللغة الصينية: 烈士)" في فترة بولان فانجونغ.

خلال الثورة الثقافية، تعرض عدد من الأكاديميين والمثقفين للاضطهاد. 
في فترة بولان فانجونغ، كان دينغ شياو بينغ نفسه مسؤولاً عن إعادة تأهيل العلماء والمفكرين الذين تعرضوا للاضطهاد خلال الثورة الثقافية.  في مارس 1978، أكد دينغ في المؤتمر الوطني للعلوم أن المثقفين هم جزء من الطبقة العاملة وأن جوهر التحديث هو تحديث العلوم والتكنولوجيا.   في وقت لاحق، أكد أيضًا على ضرورة احترام المعرفة والموهوبين، في حين يجب معارضة الفكر الخاطئ مثل عدم احترام المثقفين.  كان من بين تصريحات دنغ البارزة أن "العلم والتكنولوجيا هما قوى إنتاج أولية".  
منذ فترة بولان فانجونغ، ظهرت أنواع مختلفة من الأدب، بما في ذلك "أدب الجرحى" و "الأدب التأملي (في اللغة الصينية: 反思 文学)" و "أدب الإصلاحات (في اللغة الصينية: 改革 文学)".  

### نظام التعليم
توقف نظام التعليم في الصين فعليًا خلال الثورة الثقافية. في الأشهر الأولى من الثورة الثقافية، تم إغلاق المدارس والجامعات. أُعيد أفتتاحهن تدريجيًا في وقت لاحق.  ألغي نظام امتحانات القبول بالجامعة المعروف بأسم "جاوكاو" (في اللغة الصينية 高考) بعد عام 1966 ليحل محلها نظام ترشيح الطلاب من قبل المصانع والقرى والوحدات العسكرية.  تم التخلي عن القيم التي يتم تدريسها في التعليم التقليدي. في عام 1968، أسس الحزب الشيوعي حركة النزول إلى الريف، حيث تم إرسال "الشباب المتعلم" في المناطق الحضرية للعيش والعمل في المناطق الزراعية لإعادة تعليمهم من قبل الفلاحين ولتحسين فهمهم لدور العمل الزراعي اليدوي في المجتمع الصيني.
في عام 1977، أعاد دنغ شياو بينغ امتحان القبول بالجامعة (جاوكاو) بعد توقفه لمدة عشر سنوات، وأعاد تأسيس نظام التعليم العالي في الصين وغيّر حياة عشرات الملايين.    اعتبر دينغ أن العلم والتعليم هما أساسيات التحديث الأربعة للصين.   تم اقتراح نظام التعليم الإلزامي خلال فترة بولان فانجونغ، وبدعم من دنغ شياو بينغ وآخرين، تمت كتابة التعليم الإلزامي في "دستور 1982" بينما تم في نهاية المطاف إنشاء التعليم الإلزامي في الصين لمدة تسع سنوات في عام 1986 بموجب القانون (قانون تسعة سنين من التعليم الإلزامي).   في عام 1985، بناء على توصية من زاو زيانغ ، رئيس وزراء الصين آنذاك، حدد المؤتمر الوطني لنواب الشعب "10 سبتمبر" اليوم الوطني السنوي للمعلم. 
بالإضافة إلى ذلك، اقترح عالم الرياضيات الصيني الشهير شينغ شين تشيرن ذات مرة على دينغ شياو بينغ رفع الراتب الأساسي للأساتذة في الصين، وزيادة مدفوعاتهم الشهرية بمقدار 100 يوان، وسرعان ما وافق دينغ على الاقتراح. 

## الخلافات

### آراء حول ماو تسي تونغ

كان الحفاظ على صورة ماو تسي تونغ في تيانانمن أحد الخلافات الرئيسية بعد الثورة الثقافية.

لقد قيل إن برنامج بولان فانجونغ الذي أطلقه دينغ شياو بينغ كان له قيود وخلافات، مثل كتابة "المبادئ الأساسية الأربعة" في دستور 1982 الذي يحظر على المواطنين الصينيين تحدي المسار الاشتراكي الصيني، والماوية، والماركسية اللينينية وكذلك قيادة الحزب الشيوعي.  
كما تم الخلاف حول إقامة ضريح ماو تسي تونغ في ميدان تيانانمن والاحتفاظ بصورة ماو في تيانانمين.   علاوة على ذلك، أشار البعض إلى أن دينغ نفسه أظهر قيودًا شخصية في تقييمه لماو والشمولية. يمكن ملاحظة ذلك، على سبيل المثال، عندما أصر دينغ على أنه من بين كل ما فعله ماو بالشعب الصيني، "70٪ جيد و 30٪ سيئ".   
بعد وفاته، كان ينظر إلى ماو على أنه شخصية مثيرة للجدل في جميع أنحاء العالم. في أواخر السبعينيات، قاد المنشقون السياسيون في الصين مثل وي جينغ شنغ حركة "جدار الديمقراطية" في بكين، منتقدًا ماو والماوية ودولة الحزب الواحد في الصين بينما طالبوا بالديمقراطية والحرية.  

### حدود التحرر ودولة الحزب الواحد
خلال فترة بولان فانجونغ وكذلك فترة الإصلاح والانفتاح اللاحقة، شدد دينغ شياو بينغ من ناحية على أهمية "تحرير العقل" ، بينما حذر من ناحية أخرى مرارًا وتكرارًا من ما يسمى بـ "التحرير البورجوازي". 
في عام 1983، تم إطلاق حملة مكافحة التلوث الروحاني، تلتها "حملة التحرر من البرجوازية" التي انطلقت في أواخر عام 1986.    قاد السياسيون اليساريون الحملتين وتلقوا بعض الدعم من دينغ، ولكن تم إلغاء الحملتين في النهاية بسبب تدخلات هو ياوبانغ وتشاو زيانج، اللذان كانا يعتبران من حلفاء دينغ وكانا يقودان الإصلاحيين داخل الحزب الشيوعي الصيني.    

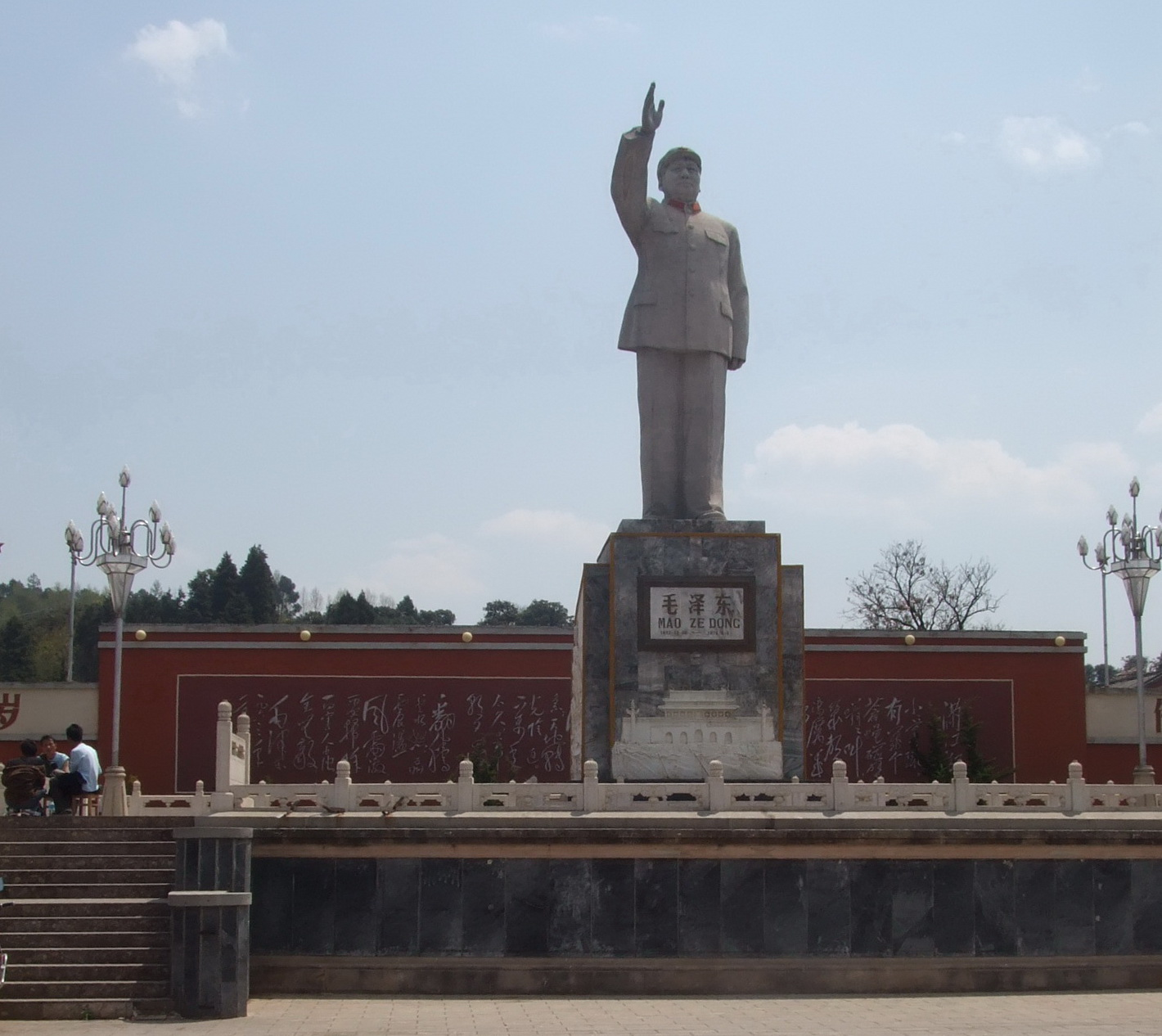
لا يزال من الممكن رؤية تماثيل ماو تسي تونغ التي بنيت خلال الثورة الثقافية في أماكن مختلفة في الصين اليوم. تُظهر الصورة أحد هذه التماثيل في مقاطعة يوننان.